# City Point
City Point – miasto w Stanach Zjednoczonych, w stanie Wisconsin, w hrabstwie Jackson.